# Линевка (Черниговская область)
Ли́невка (укр. Линівка) — село, расположенное на территории Борзнянского района Черниговской области (Украина) на берегу реки Берёза.